# تیلور ویل (ایلینوی)
تیلور ویل، ایلینوی (به انگلیسی: Taylorville, Illinois) یک شهر در ایالات متحده آمریکا با جمعیت ۱۱٬۴۲۷ نفر است که در ایلی‌نوی واقع شده‌است.

## موقعیت جغرافیایی
موقعیت جغرافیایی شهرها و مناطق اطراف به شرح زیر است: